# Gérard de Vaucouleurs
Gérard Henri de Vaucouleurs (25 aprilie 1918, Paris, Franța – 7 octombrie 1995, Austin, Texas, Statele Unite ale Americii) a fost un astronom franco-american. 

## Biografie
Foarte tânăr, el s-a interesat de astronomie, fiind astronom amator, și a obținut licența la facultatea de științe din Paris, în 1939. A urmat mai târziu studii de astronomie, după ce a servit în armată în timpul celui de Al Doilea Război Mondial.
Vorbind curent engleza, în anii 1949-1951 a trecut în Anglia, apoi în Australia, din 1951 până în 1957, la Observatorul Mount Stromlo. În 1960 s-a angajat la Universitatea din Texas, la Austin (Statele Unite ale Americii), unde și-a derulat restul carierei.
A adăugat o a patra clasă a Secvenței Hubble, cât și profilul strălucire de suprafață al galaxiilor eliptice, Legea lui Vaucouleurs.
S-a specializat în studiul galaxiilor (galaxii Seyfert, Galaxia Pitică din Mașina Pneumatică, super-roiul local), și este coautor al Third Reference Catalogue of Bright Galaxies (Al Treilea Catalog de Referință al Galaxiilor Strălucitoare).  
American Astronomical Society i-a acordat premiul Henry Norris Russell Lectureship în 1988 și a primit, în același an, premiul Jules-Janssen. 

## Lucrări
- en  Third Reference Catalogue of Bright Galaxies: Volume 1, 1991 avec Antoinette de Vaucouleurs, Harold G.Jr. Corwin, Ronald J. Buta, Georges Paturel, Pascal Fouque
- en  Advanced Series in Astrophysics and Cosmology vol 4 - Gerard and Antoinette De Vaucouleurs: A Life for Astronomy, 1989 (World Scientific Publishing Company)
- fr  Physique de la planète Mars; introduction à l'aréophysique. Sciences d'aujourd'hui. Paris: Albin Michel. 1951.
- fr  La photographie astronomique, du daguerréotype au télescope électronique. Cahiers de la collection sciences d'aujourd'hui. Paris: Albin Michel. 1958.

### Articole publicate în reviste
- La conquête de l'énergie atomique - Actualités scientifiques et industrielles nr. 1000, Hermann & Cie - 1946
- La Planète Mars - Atomes nr. 23- février 1948
- L'espace vide est-il un mythe? I. La matière interstellaire. - La Nature nr. 3228 - avril 1954
- L'espace vide est-il un mythe ? II. La matière intergalactique. - La Nature nr. 3229 - mai 1954
- Les nuages de Magellan - La Nature nr. 3253 - mai 1956 et nr. 3254 - juin 1956

### Altele
- en  Ronald J. Buta; Harold G. Corwin; Stephen C. Odewahn (2007). The de Vaucouleurs atlas of galaxies (în engleză). Cambridge: Cambridge University Press. ISBN 978-0-521-82048-6..

## Distincții și recompense
- 1988: premiul Henry Norris Russell Lectureship
- 1988: Premiul Jules-Janssen